# Silene zhongbaensis
Silene zhongbaensis är en nejlikväxtart som först beskrevs av Li Hua Zhou, och fick sitt nu gällande namn av Cheng Yih Wu, Amp; C. L. Tang, Flora Reipubl. Popularis Sin. och 3 26. Silene zhongbaensis ingår i släktet glimmar, och familjen nejlikväxter. Inga underarter finns listade i Catalogue of Life.